# Augusta Dorotea de Brunswick-Wolfenbüttel
Augusta Dorotea de Brunswick-Wolfenbüttel (16 de diciembre de 1666, Wolfenbüttel - 11 de julio de 1751, Castillo de Augustenburg, Arnstadt) era la hija del duque Antonio Ulrico de Brunswick-Wolfenbüttel y de su esposa Isabel Juliana de Holstein-Norburg.

## Biografía
Augusta Dorotea contrajo matrimonio el 7 de agosto de 1684 en Wolfenbüttel con el conde Antonio Gunter II de Schwarzburgo-Sondershausen. Este fue elevado a Príncipe Imperial en 1697. La pareja residió en Arnstadt; el matrimonio no tuvo hijos.
Augusta Dorotea sobrevivió a su marido 35 años. Pasó su prolongada viudez en el castillo de Augustenburg en Arnstadt, construyendo su famosa colección de muñecas Mon Plaisir. Esas muñecas nunca fueron concebidas como juguetes, sino que representan a la sociedad en el estilo de un cuarto de maravillas barroco. El Castillo de Augustenburg no existe en la actualidad; su colección fue trasladada al Nuevo Palacio en Arnstadt.